# Faaa
Faaa (psáno také Fa'a'ā) je obec na ostrově Tahiti, nacházející se jihozápadně od hlavního města Papeete. Území obce má rozlohu 34,2 km² a sahá od mořského pobřeží po hory ve vnitrozemí, přesahující výšku 1500 m. Žije zde 29 719 obyvatel (rok 2012). Samostatnou obcí je Faaa od roku 1965.
Nedaleko rybářské vesnice Faaa bylo v roce 1960 postaveno jediné mezinárodní letiště na Tahiti, sídlí zde aerolinky Air Tahiti. To vedlo k rozvoji služeb a nárůstu počtu obyvatel, od konce osmdesátých let má město více obyvatel než Papeete a je tak nejlidnatějším sídlem Francouzské Polynésie.
Rodákem a od roku 1983 starostou je Oscar Temaru, bývalý prezident Francouzské Polynésie.